# Constance Money
Constance Money (Lebanon, Pensilvania; 30 de noviembre de 1956) es una actriz pornográfica estadounidense, famosa por protagonizar la película de culto The Opening of Misty Beethoven.

## Biografía
Hizo su debut como actriz pornográfica en 1975 con la película Confessions of a Teenage Peanutbutter Freak. No obstante, la fama le llegaría ese mismo año, poco después, con la película The Opening of Misty Beethoven, que fue uno de los primeros ejemplos del cine pornográfico hardcore y que marcó un antes y un después en la Edad de Oro del porno gracias a la actitud y acción de la propia Constance Money, cuya sexualidad y erotismo en las escenas era algo nuevo en las películas para adultos en los años 1970.
Como actriz trabajó para productoras como VCA Pictures, Atom, Essex Video, Video Classics, Joy, LeSalon, DistribPix, Arrow Productions, Eros Video, Video-X-Pix o Metro, entre otras.
Constance fue la primera actriz porno en aparecer en un maxi reportaje de Playboy en 1978. Se retiró del negocio en 1979, pero siguió apareciendo en diversos vídeos de compilaciones durante los años 1980. Volvió al hardcore en 1983 con una actuación candente en A Taste Of Money, pero rodó solo algunas escenas más antes de volver a retirarse, esta vez para siempre.
Hasta su retiro en 1983, rodó un total de 33 películas como actriz.
Fue incluida en el Salón de la fama de AVN en 1998, así como en el Salón de la fama de los Premios XRCO como pionera del cine pornográfico, por su película, en 2016. Otros trabajos de su filmografía fueron A Taste Of Money, Anna Obsessed, Barbara Broadcast, Bride's Initiation, Maraschino Cherry, Mary! Mary! o Raincoat Crowd.

## Premios y nominaciones
| Año  | Ceremonia          | Resultado | Premio                   | Trabajo                        |
| ---- | ------------------ | --------- | ------------------------ | ------------------------------ |
| 1976 | X-Caliber Awards   | Ganadora  | Mejor actriz             | The Opening of Misty Beethoven |
| 1997 | Legends of Erotica | Ganadora  | Legend of Erotica        | —                              |
| 1998 | Premios AVN        | Ganadora  | Salón de la fama de AVN  | —                              |
| 2016 | Premios XRCO       | Ganadora  | Salón de la fama de XRCO | —                              |